# Первоцепляевское сельское поселение
Первоцепля́евское се́льское поселе́ние — упразднённое муниципальное образование в Шебекинском районе Белгородской области.
Административный центр — село Первое Цепляево.
19 апреля 2018 года упразднено при преобразовании Шебекинского района в Шебекинский городской округ.

## История
Первоцепляевское сельское поселение образовано 20 декабря 2004 года в соответствии с Законом Белгородской области № 159.

## Население
| 2010  | 2011  | 2012  | 2013  | 2014  | 2015  | 2016  |
| ----- | ----- | ----- | ----- | ----- | ----- | ----- |
| 1734  | ↗1735 | ↘1722 | ↘1716 | ↗1728 | ↗1733 | ↗1737 |
| 2017  | 2018  |       |       |       |       |       |
| ↘1700 | ↘1627 |       |       |       |       |       |

## Состав сельского поселения
| № | Населённый пункт | Тип населённого пункта       | Население |
| - | ---------------- | ---------------------------- | --------- |
| 1 | Авиловка         | село                         | ↘340      |
| 2 | Балки            | хутор                        | ↘37       |
| 3 | Гордюшкин        | хутор                        | ↘5        |
| 4 | Заречье          | хутор                        | ↘29       |
| 5 | Знаменка         | хутор                        | ↘75       |
| 6 | Первое Цепляево  | село, административный центр | ↘521      |
| 7 | Сурково          | село                         | ↘727      |